# Doddakoppa, Kanakapura
Doddakoppa là một làng thuộc tehsil Kanakapura, huyện Ramanagara, bang Karnataka, Ấn Độ.